# Guido de Anderlecht
San Guido de Anderlecht (ca. 950-1012) Fue un santo belga, conocido como el Hombre Pobre de Anderlecht.

## La vida y la leyenda
Nacido de padres pobres, vivió una vida agrícola sencilla hasta que comenzó como sacristán en la iglesia local. Estando en este cargo participó en una aventura comercial en la que el buque que llevaba la carga en la que había invertido se hundió en el puerto. En ese momento, Guido creyó que había sido castigado por su codicia y se fue de peregrinaje como penitente a Roma y más tarde a Jerusalén, donde trabajó como guía para otros peregrinos. Murió volviendo a casa.

## La veneración
Es el patrono de Anderlecht, de los sacristanes, de los animales con cuernos, los solteros, los niños convulsivos, los epilépticos y los trabajadores. También se le invoca para la protección de dependencias, barracas y establos y contra la epilepsia y la rabia. 
En iconografía suele ser representado como un campesino que ora con un ángel que ara un campo o como un peregrino con un libro o con un sombrero, el rosario, y un buey en los pies. 
Su tumba dice haberse encontrado cuando un caballo la pateó. Los taxistas de Brabante hacían un peregrinaje anual a Anderlecht hasta el principio de la Primera Guerra Mundial en 1914. Ellos y sus caballos dirigían la procesión seguida por granjeros, por los solteros, donde se bendecían los animales. En la aldea, una vez terminada la procesión religiosa, se celebraban varios juegos, con música, y banquetes, seguido por una competición de carreras de caballos de tiro a pelo. El ganador entraba en la iglesia a recibir a un sombrero hecho de rosas del párroco.